# Koljöns naturreservat

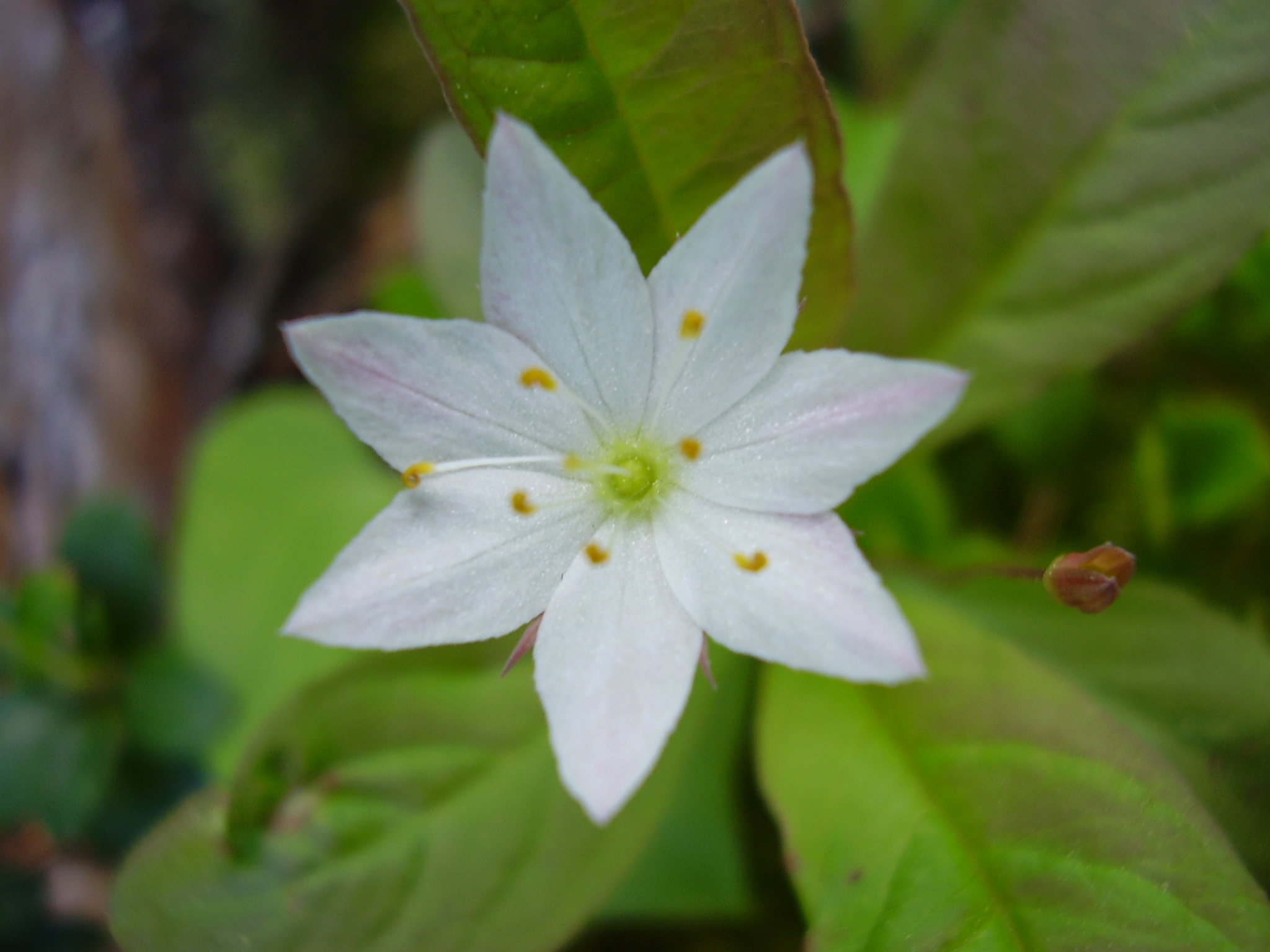
Skogsstjärna

Koljön är ett naturreservat i Morlanda socken i Orusts kommun i Bohuslän.
Denna ö ligger i Koljö fjord nordväst om Ellös på Orust. Reservatet är skyddat sedan 1974 och 116 hektar stort. Det omfattar hela ön och en del kringliggande vatten. Ön är låglänt och lättillgänglig. På flera ställen finns sandstränder och flacka berghällar. 
Större delen av ön är täckt av sand- och grusavlagringar. Den inre delen av ön består av orörd tallskog. Där växer t.ex. kråkris, skogsstjärna och vårfryle. På en saltäng i sydost växer havssälting, knutarv och kustarun.
Området förvaltas av Västkuststiftelsen.